# Praia Branca
Praia Branca (em Crioulo cabo-verdiano (escrito em ALUPEC): Praia Branka) é uma Vila na ilha de São Nicolau de Cabo Verde. É nessa vila que nasceu a morna "Sodad de Nha terra São Nicolau", cantada pela Diva dos Pés Descansos, Cesária Évora, sendo também a terra natal do músico e compositor Paulino Vieira. É a única localidade em Cabo Verde que possui uma porta de entrada, conhecida por Cancela, que separava  antigamente a zona habitada dos campos de pastagem.
Apesar do nome Praia Branca, a localidade não é litorânea e nem possui praias. É montanhosa e de caráter agrícola, mais voltada para a cultura do sequeiro. A população vive à base da pesca do agricultura e das remessas de emigrantes espalhados pelo mundo, sobretudo na Europa e nos Estados Unidos.
É nesta localidade que fica também uma das sete maravilhas de Cabo Verde: o Carbeirinho, "um dos principais pontos de lazer, caracterizado pela sua larga gruta que serve de abrigo aos que pretendem desfrutar de uma das mais belas paisagens marítimas da ilha de São Nicolau".

## Bairros
- Alto Cantreira
- Areia de Bomba
- Bordeira
- Cruz
- Estreito
- Fundo Curral
- Laja
- Lombo Mimente
- Lombo das Pombas
- Meio Praia Branca

## Aldeias próximos
- Ribeira Pratas, Fragata, Ribeira de Calhau

## Futebol
- Futebol Clube Praia Branca